# ناصيف إلياس
ناصيف إلياس (من مواليد 29 سبتمبر 1988) هو لاعب جودو لبناني برازيلي المولد. شارك في أولمبياد صيف 2016 في حدث 81 كجم ، حيث تم إقصاؤه في الجولة الثانية من قبل إيمانويل لوسنتي. كان حامل العلم في لبنان خلال مراسم افتتاح دورة الألعاب الآسيوية لعام 2014 وأولمبياد 2016.
وُلد إلياس في البرازيل، لكن جده كان لبنانيًا. في عام 2013 غيَّر جنسيته لتمثيل لبنان، بينما كان يقيم في البرازيل. وهو متزوج ولديه ابن واحد.

## مسيرته الرياضية
قاتل ناصيف إلياس تحت ألوان البرازيل ولبنان.
هو حامل العلم اللبناني في حفل افتتاح دورة الألعاب الأولمبية الصيفية 2016.

## الإنجازات

### دوليًا
| العام | المنافسة                        | المكان | النتيجة | الفئة         |
| ----- | ------------------------------- | ------ | ------- | ------------- |
| 2009  | ألعاب لوسوفوني 2009             | لشبونة | ذهبية   | أقل من 81 كجم |
| 2009  | الألعاب الفرانكوفونية 2009      | بيروت  | فضية    | أقل من 81 كجم |
| 2013  | الألعاب الفرانكوفونية 2013      | نيس    | ذهبية   | أقل من 81 كجم |
| 2014  | الجودو في الألعاب الآسيوية 2014 | إنتشون | فضية    | أقل من 81 كجم |
| 2016  | بطولة آسيا للجودو 2016          | طشقند  | فضية    | أقل من 81 كجم |
| 2017  | ألعاب التضامن الإسلامي          | باكو   | برونزية | أقل من 90 كجم |

## روابط خارجية
- ناصيف إلياس على موقع الفيدرالية الدولية للجودو (الإنجليزية)
- ناصيف إلياس على موقع الفيدرالية الدولية للجودو (الإنجليزية)
- ناصيف إلياس على موقع JudoInside.com (الإنجليزية)
- ناصيف إلياس على موقع AllJudo.net (الفرنسية)
- ناصيف إلياس على موقع اللجنة الأولمبية الدولية (الإنجليزية)
- ناصيف إلياس على موقع أوليمبيديا (الإنجليزية)